# Ольховка (Оконешниковский район)
Ольховка — деревня в Оконешниковском районе Омской области России. Входит в состав Сергеевского сельского поселения.

## История
Основана в 1909 г. В 1928 г. посёлок Ольховский состоял из 62 хозяйств, основное население — русские. В составе Сергиевского сельсовета Калачинского района Омского округа Сибирского края.

## Население
| 2002 | 2010 |
| ---- | ---- |
| 97   | ↘86  |